# Zemgalové

Baltské kmeny ve 12. století. Oblast osídlení Zemgalů (Zemgaļi) je podél levého břehu dolního toku Daugavy až k Rižskému zálivu, mezi Kury, Latgaly a Sély (na východě)

Zemgalové (lotyšsky Zemgaļi; litevsky Žiemgaliai; žemaitsky Žėimgalē; latinsky Semigalli) byl jeden z baltských kmenů žijící ve středověku a raném novověku na jihozápadě dnešního Lotyšska. Je to jeden z kmenů, který dal základ modernímu lotyšskému a částečně i litevskému národu. Jejich území, soustředěné kolem údolí řeky Lielupe, leželo na východ od Kurů, na jihu hraničilo s územím dnešní Litvy (s historickou Žmudí), od ugrofinských Livů je pak oddělovala řeka Daugava. Hovořili svébytným východobaltským jazykem zemgalštinou a svou kulturou byli úzce spřízněni s litevskými Žmuďany (Žemaity), sousedy na jihu; politicky však sdíleli osudy se svými sousedy východními, Sély, kteří byli od 13. století zahrnováni pod jejich zemi – Zemgalsko (latinsky Semigallia). Titul zemgalského vévody (dux Semigalliae) byl součástí titulatury litevských velkoknížat a později i polských králů; zemgalsko-sélská země pak byla v letech 1561–1795 spojena se západními Kury do autonomního Kuronsko-zemgalského vévodství v rámci Polska-Litvy. V té době však už Zemgalové splynuli s ostatními lotyšskými, popř. litevskými kmeny do větších národních celků.

## Dějiny
V historických análech se Zemgalové poprvé připomínají v roce 870. Mocenským střediskem Zemgalů bylo hradiště Tērvete (německy Hofzumberge), na němž v první čtvrtině 13. století sídlil jeden ze slavných vůdců tohoto kmene, kníže (dux Semigallorum) Viestards.